# Henry Vane (książę Cleveland)

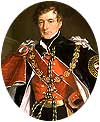
Henry Vane, 2nd Duke of Cleveland (1788-1864)

Henry Vane (ur. 16 sierpnia 1788, zm. 18 stycznia 1864 w Raby Castle) – brytyjski arystokrata, wojskowy i polityk, najstarszy syn Williama Vane'a, 1. księcia Cleveland i lady Catherine Margaret Powlett, córki 6. księcia Bolton. Ochrzczony 13 września 1788 r. w Westminsterze. Kształcił się w oksfordzkim Christ Church.
W polityce związał się, zgodnie z rodzinną tradycją, z partią wigów. Z jej ramienia był wielokrotnie członkiem Parlamentu:
- w latach 1812–1815 z okręgu Durham
- w latach 1816–1826 z okręgu Tregony
- w latach 1826–1830 z okręgu Totness
- w latach 1830–1831 z okręgu Saltash
- w latach 1832–1842 z okręgu South Shropshire

W 1842 r. po śmierci ojca odziedziczył tytuł 2. księcia Cleveland i od tej pory zasiadał w Izbie Lordów.
Karierę wojskową rozpoczął od rangi podpułkownika 75. Regimentu Pieszego w 1824 r. Po uzyskaniu tytułu książęcego awansował jeszcze wyżej: w 1851 r. otrzymał stopień generała-porucznika, w 1857 r. generała-majora, zaś w 1863 r. generała.
11 kwietnia 1842 r. został kawalerem Orderu Podwiązki.
16 listopada 1809 r. w St. George's Church w Londynie, poślubił lady Sophię Paulett (16 marca 1785 - 9 stycznia 1859), córkę Johna Pauletta, 4. hrabiego Paulett i Sophii Pocock, córki admirała Charlesa Pococka. Małżeństwo to nie doczekało się potomstwa.
Cleveland zmarł nagle w wieku 75. lat. Pozostawił po sobie majątek szacowany na 800 000 funtów.